# 瓦西伊
瓦西伊（法語：Oisilly，法語發音：[waziji]）是法国科多尔省的一个市镇，属于第戎区。该市镇总面积5.97平方公里，2009年时的人口为140人。

## 人口
瓦西伊人口变化图示